# Karl Friedrich Binder
Karl Friedrich Binder – nadburmistrz miasta Schwäbisch Hall (Badenia-Wirtembergia) w latach 1974–1997. Zainicjował partnerską współpracę Schwäbisch Hall i Zamościa (umowę o współpracy podpisano 16 czerwca 1989). Honorowy Obywatel Zamościa.